# Гарретт, Кенни
Кенни Гарретт (р. 9 октября 1960) — американский джазовый музыкант, саксофонист, флейтист, бэнд-лидер, ставший известным как участник оркестра Дюка Эллингтона и группы Майлза Дэвиса. Впоследствии занялся успешной сольной карьерой. Участник джазовой супергруппы Five Peace Band. Обладатель премии Грэмми.

## Биография
Кенни Гарретт родился в Детройте, 9 октября 1960. В 1978 окончил среднюю школу. Его отец был плотником, в качестве хобби игравшем на тенор саксофоне. Карьера самого Гарретта как саксофониста началась с оркестра Дюка Эллингтона в 1978-м. В то время руководителем оркестра был сын Дюка, Мерсер Эллингтон. Через три года он играл в оркестре Мэла Левиса, исполнявшем музыку Теда Джонса, а также в квартете Данни Ричмонда, специализировавшемся на музыке Чарльза Мингуса.
В 1984 на лейбле CrissCross он записал первый сольный альбом Introducing Kenny Garrett. Затем, уже на лейбле Atlantic Records, вышли два альбома: Prisoner of Love and African Exchange Student. После этого Гарретт подписал контракт с Warner Bros. Records и продолжил записывать альбомы там. Среди альбомов, вышедших на Warner Bros. Records, примечательны Pursuance: The Music of John Coltrane, записанный в 1996, и Songbook, первый альбом, целиком состоящий из его собственных композиций, записанный в 1997 и номинированный на премию Грэмми.
На протяжении своей карьеры Кенни Гарретт выступал и записывался с многими знаменитыми джазменами, такими как Майлз Дэвис, Арт Блэйки, Фредди Хаббард, Фэроу Сандерс, Маркус Миллер, Чик Кориа, Джон Маклафлин, Херби Хэнкок, Элвин Джонс и другие. В музыке Гарретта можно услышать азиатское влияние, особенно в записи 2006 года Beyond the Wall.
В 2008—2009 годах Гарретт, вместе с Чиком Кориа, Джоном Маклафлином, Кристианом МакБрайдом и Брайаном Блэйдом, отправился в мировое турне. Эта супергруппа получила название Five Peace Band. Их альбом Five Peace Band — Live получил премию Грэмми 31 января 2010.

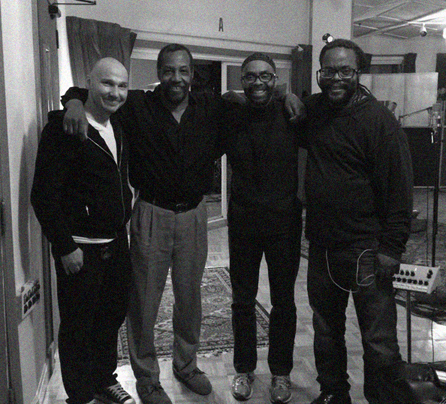
Продюсер Universal Music Group Михаил Тарасов, Дональд Браун, Кенни Гарретт & Вернелл Браун, Мл. в студии Sear Sound Recording, г. Нью-Йорк

 7 мая 2011 Кенни Гарретт получил почетную докторскую степень музыкального колледжа Беркли в Бостоне. На церемонии, состоявшейся в Agganis Arena Бостонского Университета, присутствовали четыре тысячи человек.

## Дискография

### Сольно
- Introducing Kenny Garrett, 1984
- 5 Paddle Wheel, 1988
- Prisoner of Love, 1989
- African Exchange Student, 1990
- Black Hope, 1992
- Introducing Kenny Garrett, 1994
- Threshold, 1994
- Triology, 1995
- Stars & Stripes Live, 1995
- Pursuance: The Music of John Coltrane, 1996
- Songbook, 1997 (номинация Грэмми)
- Simply Said, 1999
- Old Folks, 2001
- Birds of a Feather: A Tribute to Charlie Parker, 2001
- Happy People, 2002
- Standard of Language, 2003
- Beyond the Wall, 2006 (номинация Грэмми)
- Sketches of MD — Live at the Iridium, 2008
- Seeds from the Underground, 2012

### Как участник
С Майлзом Дэвисом
- Amandla (1989)
- Miles & Quincy Live at Montreux (1991)
- Live Around the World (1996)

С Маркусом Миллером
- The Sun Don’t Lie (1993)
- Tales (1995)
- Live & More (1998)
- М² (2001)
- Panther/Live (2004)

С другими музыкантами (избранное)
| - Geri Allen - Clifton Anderson - Terence Blanchard - Donald Byrd - Dennis Chambers - Vinnie Colaiuta - Chick Corea - Duke Ellington - Roy Haynes - Javon Jackson - Jazzmatazz - Rodney Kendrick | - Christian McBride - John McLaughlin - Charnett Moffett - Q-Tip - Philippe Saisse - John Scofield - Mike Stern - Wayman Tisdale - Стив Турре - Cedar Walton - Jeff «Tain» Watts - Lenny White - Woody Shaw |